# Napred Razvoj Beograd
Napred Razvoj Beograd (code BELEX : NPRZ) est une entreprise serbe qui a son siège social à Novi Beograd, un quartier de Belgrade, la capitale de la Serbie. Elle travaille principalement dans le domaine de la construction.
Napred Razvoj Beograd est une filiale de Napred GP Beograd.

## Historique
Napred Razvoj Beograd a été admise au libre marché de la Bourse de Belgrade le 1er septembre 2011 ; elle en a été exclue le 17 mai 2013.

## Activités
Dans le domaine de la construction, Napred Razvoj propose des services de conception, de conseil et de supervision.

## Données boursières
Le 17 mai 2013, lors de sa dernière cotation, l'action de Napred Razvoj Beograd valait 2 400 RSD (20,96 EUR). Elle a connu son cours le plus élevé, soit 8 950 RSD (78,19 EUR), le 19 septembre 2011 et son cours le plus bas, soit 2 000 RSD (17,47 EUR), le 24 juillet 2012.
Le capital de Napred Razvoj Beograd est détenu à hauteur de 79,84 % par Utma Commerce d.o.o..